# Le Carrousel de Paris
Le Carrousel de Paris war ein Pariser Kabarett, das vor allem für seine Revuen mit Cross-Dressing und Trans-Darstellern wie Coccinelle, Bambi und April Ashley aus den 1950er-Jahren bekannt war. Im Jahr 2016 stellte es seinen Dinnershow-Betrieb endgültig ein.

## Geschichte
1926 gründete der Impresario und angebliche Graf Giuseppe „Pepito“ Abatino in der Nähe des Moulin Rouge das Kabarett Chez Joséphine für seinen Star Josephine Baker. Schon bevor das Haus zu einem Restaurant-Show wurde, wurde es von Gästen wie Jean Cocteau, Robert Desnos, Colette und René Clair besucht. Als es zu einem Kabarett/Café-Theater wurde, beherbergte es Künstler wie den Debütanten Charles Trenet, Édith Piaf, Léo Ferré sowie Gilbert Bécaud, der dort als Pianist und Begleiter arbeitete.
Marcel Ouizman, der bereits das Madame Arthur leitete, übernahm im Oktober 1947 Le Carrousel de Paris und verlegte es in einen Keller in der Rue du Colisée 40 in der Nähe der Champs-Élysées. Nachbarn drohten mit rechtlichen Schritten und zwangen Le Carrousel de Paris zur Schließung. Ouizman eröffnete das Kabarett erst 1951 auf der Straßenebene wieder. 1947 – 1961 markieren die goldenen Jahre von Le Grande Carrousel, als der Nachtclub einer der teuersten Clubs in Paris war. 1952 wurde Coccinelle ein Star im Le Carrousel de Paris. Die Programme im Le Carrousel enthielten normalerweise ein Porträtfoto der männlichen Persona des Darstellers in der Ecke des Glamourfotos – sogar für Transfrauen, die wie Coccinelle und Bambi eine operative Geschlechtsangleichung anstrebten.
1954 schloss die Polizei das Carrousel de Paris für drei Monate und verbot im Madame Arthur das Cross-Dressing. Trotzdem bewunderte Tout-Paris weiterhin die Show der weiblichen Imitatortruppe, bestehend aus Bambi, April Ashley, Péki d'Oslo, Capucine, Kiki Moustic, Les-Lee, Fétiche, Coco, Sonne Teal, Rita del Oro, Doriana, Chou Chou und anderen. Etwa zu dieser Zeit eröffnete Ouizman ein weiteres Carrousel in Juan-les-Pins an der französischen Riviera und ging vor Gericht, um gegen die Polizeivorschriften Einspruch zu erheben, die sein Geschäft illegal machten, und gewann den Fall. Er war jedoch gezwungen, das Carrousel de Paris am 31. Dezember 1961 zu schließen. Das Carrousel wurde weniger als ein Jahr später an einem kleineren Ort in der Rue Vavin 22 zwischen Montparnasse und dem Jardin du Luxembourg wiedereröffnet. Das Kabarett erlitt noch größeren Schaden, als Sonne Teal und vier weitere Mitglieder der Japan-Tour von Le Carrousel 1966 bei einem Flugzeugabsturz in der Nähe des Fuji ums Leben kamen. Siehe BOAC-Flug 911.
1985 zog das Carrousel de Paris um und wechselte von der Rue Vavin in die Rue Fontaine 40 gegenüber der Place Blanche, wo es den ehemaligen Club Embassy ersetzte. François Mitterrand trug widerwillig zur Werbung für den Club bei, indem er das Carrousel du Louvre eröffnete, wodurch einige Touristen die beiden Orte verwechselten. Die Truppe weiblicher Madame Arthur-Imitatoren zog ins Carrousel de Paris und hatte 1990 eine neue, von Paradis Latin inspirierte Revue Premiere. Im Carrousel de Paris traten mit ihren Shows auch Komiker wie Olivier Lejeune, Gérald Dahan, Bernard Mabille, Vincent Lagaf' und Michel Leeb auf.
1996 kaufte Valério Berkovics das Le Carrousel de Paris von der Madame Arthur-Gruppe. Er führte es 12 Jahre lang, bis es 2008 erneut den Besitzer wechselte. Im Juni 2010 wurde es von der Firma SNCP unter der Leitung von Simone Lumbroso gekauft. Das Cabaret stellte 2016 seinen Betrieb endgültig ein und plante, es in eine Cocktailbar ohne Live-Auftritte umzuwandeln, die den Namen Le Carrousel behalten sollte.